# Ewa Michna
Ewa Agnieszka Michna – polska socjolożka, doktor habilitowana nauk społecznych, profesor uczelni Uniwersytetu Jagiellońskiego. Wykładowczyni w Instytucie Amerykanistyki i Studiów Polonijnych UJ.

## Kariera naukowa
W 1993 r. ukończyła studia magisterskie w Instytucie Socjologii UJ, tytuł jej pracy magisterskiej brzmiał Łemkowie. Grupa etniczna czy naród? 20 grudnia 2001 uzyskała na Wydziale Filozoficznym UJ stopień doktora nauk humanistycznych w dyscyplinie socjologii na podstawie pracy Ruch rusiński na Słowacji, Ukrainie i w Polsce, której promotorem był Grzegorz Babiński. 26 czerwca 2013 uzyskała habilitację w tej samej dyscyplinie w Instytucie Filozofii i Socjologii Polskiej Akademii Nauk.
W macierzystym instytucie należy do zespołu Katedry Migracji i Stosunków Etnicznych.